# Can Renard
Can Renard (o Renart) és una masia, avui dia engolida pel polígon industrial de Pont-xetmar, al terme de Cornellà del Terri (Pla de l'Estany). Antiga masia de planta rectangular desenvolupada en planta baixa, planta pis i golfes. La coberta és de teula àrab a dues vessants i acabada amb un ràfec senzill. Parets estructurals de pedra morterada i façana principal acabada amb un rebatut, deixant a la vista els carreus de les cantonades. A la façana principal hi destaquen dues portes adovellades. Les finestres del primer pis estan emmarcades per carreus bisellats, alguna d'elles és d'inspiració gòtica. A la part posterior de l'edifici hi ha un porxo cobert amb una volta de quatre punts i tres grans arcs a les façanes. A la llinda d'una finestra de la façana lateral i al nivell del primer pis hi ha una data intel·ligible.